# Elvina Pallavicini
Principessa Elvina Pallavicini, nata Medici del Vascello (Genova, 22 gennaio 1914 – Cortina d'Ampezzo, 29 agosto 2004), è stata una nobile italiana.
Nota per i suoi sforzi umanitari come mediatrice tra i monarchici e gli alleati a Roma al termine del secondo conflitto mondiale, dalla seconda metà degli anni '70 tornò agli onori delle cronache per essere stata la capofila della nobiltà nera romana favorevole a monsignor Marcel Lefebvre, che ospitò per una conferenza nel suo palazzo romano.

## Biografia
Nacque a Genova il 22 gennaio 1914, figlia del marchese Giacomo Medici Del Vascello e di sua moglie Olga Leumann.
Nel 1939 sposò a La Mandria Guglielmo Marius Hubert Marie de Pierre de Bernis de Courtavel, il quale fu fatto principe Pallavicini nel 1937 per adozione. Il principe fu pilota della Regia Aeronautica e venne dichiarato missing in action il 1º agosto 1940, dopo un combattimento aereo sul Mediterraneo (fu ufficialmente dichiarato morto nel 1950).
L'unica figlia avuta, Maria Camilla, sposerà, nel 1968, Armando Diaz della Vittoria, nipote del generale Armando Diaz e, dal suo matrimonio, nasceranno due figli, Sigieri e Moroello.
Durante l'occupazione nazista di Roma, dopo l'armistizio fra l'Italia e le forze alleate, la principessa fornì supporto ai partigiani monarchici italiani e per questo le fu assegnata la medaglia di bronzo al valor militare.
Nei primi anni del 2000 fu anche politicamente attiva, sostenendo le politiche del vicepresidente americano Dick Cheney e del suo segretario alla Difesa Donald Rumsfeld.
La principessa Elvina Pallavicini morì a Cortina d'Ampezzo il 29 agosto 2004. I suoi funerali furono tenuti presso la basilica di San Lorenzo in Lucina a Roma.

## La "principessa della resistenza" al Concilio Vaticano II
A partire dal 1977, la principessa Elvina Pallavicini guidò un gruppo di nobili neri che fornì supporto all'arcivescovo Marcel Lefebvre.
Nell'entourage della principessa vi era un ristretto numero di amici e consiglieri come il marchese Roberto Malvezzi Campeggi (membro della guardia nobile pontificia al momento dello scioglimento del corpo nel 1970) ed il marchese Luigi Coda Nunziante di San Ferdinando, già comandante della Marina Militare italiana, i quali le consigliarono di invitare l'arcivescovo a celebrare una messa in latino nella residenza romana della principessa, palazzo Pallavicini Rospigliosi, vicino al palazzo del Quirinale, e qui di tenere una conferenza sulle argomentazioni contro il Concilio Vaticano II.
Paolo VI, in un primo momento tutt'altro che preoccupato dell'iniziativa, affidò il convincimento della principessa ad un suo stretto collaboratore di allora, monsignor Sergio Pignedoli (che verrà da lui creato cardinale nel 1973). Dopo un'ampia discussione telefonica nella quale il prelato comunque sottolineò l'inopportunità di invitare un personaggio tanto scomodo al Santo Padre, la principessa ribatté di avere la libertà di invitare chi ritenesse adeguato nella propria abitazione, raffreddando da subito i rapporti col Vaticano. Paolo VI decise quindi di rivolgersi al principe Aspreno II Colonna che ancora ricopriva ad personam la carica di assistente al soglio pontificio, chiedendogli di farsi ricevere dalla principessa, ma questa gli si negò.
La Segreteria di Stato Pontificia quindi decise di far entrare in gioco l'allora monsignor Andrea Cordero Lanza di Montezemolo, da poco consacrato arcivescovo e nominato nunzio in Papua Nuova Guinea, il quale era figlio del colonnello Giuseppe Cordero Lanza di Montezemolo che era stato capo della resistenza monarchica a Roma e che era stato fucilato dai tedeschi nelle Fosse Ardeatine nel 1944 ed era quindi ritenuto personaggio influente presso la principessa. Di fronte alle insistenze del futuro cardinale Montezemolo, la principessa gli ricordò come anche suo padre aveva resistito agli ordini dei superiori per combattere il nazifascismo perché lo riteneva giusto, e questo fece desistere anche lui dal proseguire contro la nobildonna.
Dal Vaticano venne quindi giocata l'ultima carta disponibile, ovvero l'ex re Umberto II d'Italia che si trovava in esilio a Cascais. Il marchese Falcone Lucifero, allora ministro della Real Casa, telefonò personalmente alla principessa Pallavicini per farle sapere che il sovrano la pregava vivamente di rimandare la conferenza, ma anche questo sforzo si rivelò inutile.
La Santa Sede a questo punto, sempre più preoccupata della piega che stavano prendendo gli eventi, decise di passare alle maniere forti ed iniziò a pubblicare sui principali quotidiani italiani una serie di articoli contro la conferenza e la sua patrona, la quale veniva presentata in essi come una testarda aristocratica circondata da nobili nostalgici d'altri tempi. Venne inoltre fatto sapere privatamente alla principessa che qualora la conferenza si fosse svolta sarebbe stata scomunicata.
Il 30 maggio 1977 la principessa Pallavicini rispose con un comunicato all'Ansa nel quale precisava che la sua iniziativa non era mossa da alcuno spirito di sfida nei confronti della Chiesa, ma semplicemente per amore di essa e per fornire a monsignor Lefebvre la possibilità di dire il suo punto di vista, cosa che in Italia gli era stata finora negata. Il giorno successivo il principe Aspreno II Colonna con un articolo a prima pagina sul quotidiano Il Tempo rispose all'iniziativa della principessa dichiarando che il patriziato romano si dissociava dall'iniziativa, ritenendola inopportuna. Il giorno precedente la conferenza, il 5 giugno, però, fu il cardinale vicario Ugo Poletti a colpire ancora più violentemente l'iniziativa con una dichiarazione sul giornale Avvenire con la quale attaccò direttamente monsignor Lefebvre ed i suoi seguaci, ma ancora una volta la principessa rispose dichiarando:
Al giorno della conferenza del 6 giugno tutto si svolse regolarmente alla presenza di quattrocento invitati appositamente per prendere parte al dibattito. La principessa non venne scomunicata come minacciato dal Vaticano, ma la sua azione spaccò ancora di più la società aristocratica romana sul tema della riforma nella Chiesa.